# Бергнер, Кристоф
Кристоф Бергнер (нем. Christoph Bergner; род. 24 ноября 1948[…], Цвиккау, Германия) — немецкий государственный деятель, политик, член ХДС. В 1993—1994 годах — премьер-министр земли Саксония-Анхальт. C 2002 года — депутат германского бундестага, в 2005—2013 годах — парламентский статс-секретарь при Федеральном министре внутренних дел Германии, в 2006—2013 годах — Уполномоченный Федерального правительства Германии по делам переселенцев и национальных меньшинств.

## Биография
По окончании гимназии и службы в армии Кристоф Бергнер в 1967 году поступил на аграрный факультет Йенского университета, затем с 1969 года продолжил обучение в Галле-Виттенбергском университете, который окончил в 1971 году с дипломом агроинженера. В 1974 году Бергнер защитил докторскую диссертацию в Галле-Виттенбергском университете им. Мартина Лютера. В 1974—1990 годах Кристоф Бергнер работал научным сотрудником Института биохимии растений Академии наук ГДР.
Кристоф Бергнер евангелической веры, женат, отец 3 детей.

## Партия
В 1971 году Бергнер стал членом партия ХДС в ГДР. С сентября 1989 года по январь 1990 года принимал активное участие в движении «Новый форум» в Галле. С 1991 по 1993 год был председателем ХДС земли Саксония-Анхальт. С 1995 по 1998 год — заместитель федерального председателя ХДС. В 2006 году стал уполномоченным ХДС по вопросам переселенцев и в рамках этой сферы ответственности входил в федеральный совет партии.

## Депутатство
С 1990 по 2002 год Бергнер был депутатом парламента федеральной земли Саксония-Анхальт, где в периоды 1991—1993 гг. и 1994—2001 гг. он возглавлял фракцию ХДС. С 2002 года Кристоф Бергнер является депутатом германского бундестага. До 2013 года он избирался депутатом по региональным партийным спискам ХДС в федеральной земле Саксония-Анхальт, а в 2013 году получил прямой мандат в избирательном округе Галле. Бергнер является членом комитета внешних дел, комитета по вопросам Европейского союза, а также подкомитета по вопросам внешней культурной и образовательной политики.

## Государственная служба
В 1990 году три месяца работал на должности директора Окружного административного ведомства в Галле.
После того, как в декабре 1993 года премьер-министр Саксонии-Анхальт Вернер Мюнх подал в отставку в связи со скандалом с якобы завышенными зарплатами министров, 2 декабря 1993 года на должность премьер-министра был избран Кристоф Бергнер. Он получил 60 голосов «за», что на 6 голосов больше чем абсолютное большинство. При этом в голосовании участвовало только 83 из 106 депутатов: 19 депутатов от фракции Социал-демократической партии и 2 внефракционных депутата не голосовали.
На выборах в парламент земли в июне 1994 года партнер по коалиции — Свободная демократическая партия — потерпела неудачу, не преодолев 5-процентный барьер, а сама партия ХДС получил лишь 34,4 %, что на 4,6 % меньше чем на выборах в октябре 1990 года. Преемником Бергнера на посту премьер-министра 21 июля 1994 был избран кандидат от социал-демократической партии Райнхард Хёппнер. Хёппнер создал правительство меньшинства при поддержке Партии демократического социализма.
На выборах в парламент земли 26 апреля 1998 года Бергнер возглавил региональный список партии. ХДС получил 22 % в то время, как социал-демократы, получив 35,9 %, впервые стали самой большой фракцией. В 2004 году Бергнер был представителем земли в административном совете DeutschlandRadio (немецкая общественная радиокомпания).
23 ноября 2005 года, непосредственно после парламентских выборов 2005 года, Кристоф Бергнер был назначен Парламентским статс-секретарем при Федеральном министре внутренних дел в Первом правительстве Меркель. С февраля 2006 года по декабрь 2013 года Кристоф Бергнер был уполномоченным федерального правительства по вопросам переселенцев и национальных меньшинств. С 2011 года по декабрь 2013 года — уполномоченным по вопросам новых федеральных земель.

## Гражданская деятельность
Кристоф Бергнер является членом и председателем множества объединений и союзов, в частности:
- Президент Спортивного клуба Галле;
- Председатель Oбъединения друзей и меценатов Евангелического Училища Церковной Музыки в Галле;
- Председатель Oбъединения содействия зоне отдыха в городе Петерсберг;
- Председатель Немецко-Румынского Форума.

## Политические направления

### Образовательная политика
Политический путь Бергнер в парламенте федеральной земли Саксония-Анхальт начался в роли докладчика фракции по вопросам политического образования. В частности, он посвятил себя реформации высших учебных учреждений после развала ГДР. Один из проблемных вопросов, оставшихся их тех времен, — это профессора переходного периода.

### Память о геноциде армянского народа
В 2005 году Бергнер привлек внимание Германии и Европы к инициированному им проекту резолюции о геноциде армянского народа, приуроченному к 90-му Дню памяти этих событий. С 1916 года ни один немецкий парламент не занимался этим вопросом. «Армянская резолюция» сталa причиной жарких дебатов как в Турции, так и в немецко-турецких общинах, что привело к тому, что Германский Бундестаг принял резолюцию без единого голоса «против». За неделю до сотого Дня Памяти Бергнер высказался за то, чтобы это событие называть никак иначе как «геноцид». (… «я против любых попыток избежать слово „геноцид“ в тексте заявления с целью представления преуменьшения того, что произошло 100 лет тому назад»). Вскоре после этого коалиционные фракции и правительство оставило слово «геноцид» в окончательном тексте проекта резолюции, которая была проголосована Германским Бундестагом в сотый День Памяти.

### Политика в отношении национальных меньшинств
Основным направлением его работы на протяжении многих лет были вопросы, касающиеся четырёх национальных меньшинств Германии, а также немцев, проживающих на территории Восточной и Центральной Европы, в странах бывшего Советского Союза, а также вопросы немецких переселенцев в Германию. В этой сфере он руководил двусторонними межправительственными комиссиями и работал над улучшением положения национальных меньшинств. Так, например, по его инициативе был возобновлен формат круглых столов с Польшей, посвящённых вопросам национальных меньшинств.

## Награды
- 2005 год — награды Немецкого спортивного объединения «Pro Ehrenamt»
- 2010 год — назначение представителем российских немцев Aссоциацией по интеграции переселенцев российских немцев.
- 2011 год — медаль «Cordi Poloniae» Конвента польских организаций в Германии
- 2012 год — Юбилейная медаль Республики Казахстан
- 2012 год — Золотой Знак Почета Демократического форума немцев в Банатe
- 2013 год — Золотой почетный знак Землячества немцев из России
- 2013 год — Национальный Орден Звезды Румынии в ранге офицера
- 2013 год — Средний Крест венгерского ордена «За заслуги»
- 2014 год — Почётная Звезда Федерации трансильванских саксов за выдающиеся заслуги

## Правительство
- Правительство Бергнера
- Правительство Меркель I и правительство Меркель II

## Труды
- Совместно с Маттиасом Вебером: Политика в отношении переселенцев и меньшинств в Германию Итоги и перспективы. Труды Федерального института культуры и истории немцев в Восточной Европе, Том 38. Мюнхен 2009. ISBN 9783486590173 [2]
- Совместно с Карлом Иоганном Блидалом: Примирение, интсрументализация и оскорбление. «Запрос армян» в 2005 году и политическая воля Германии в отношении Геноцида армян. Брискина Мюллер / Дрост Абгаржина / Мейснер: Логотипы в диалоге. В поисках ортодоксии. Исследования, проведенные в память о Херманн Голц. Мюнстер, 2011 ISBN 9783643110275
- Конец ГДР. В: БОЛЕЙ, Петер (ред.): Пережитая история ГДР — сведенье современников. Берлин, 2014. Кристоф Линкс, С. 193—208. ISBN 978-3861537892
- «Профессора переходного периода» — о роли политики в решении проблемы пенсионного обеспечения преподавателей университетов в новых федеральных землях. Исследование и теория. 6/2014. [3]
- Совместно с Ханс Цехетмaйром: Немецкий язык как язык идентичности немецкого меньшинства. Мюнхен 2014. ISBN 978-3-88795-438-3 [4]
- Современное Brotgelehrtentum. Научная этика и политика науки в научном обществе. — 10 диссертаций. В: Исследование и теория 9/2004. [5]